# Cấn Trai thi tập
Cấn Trai thi tập (chữ Hán: 艮齋詩集) là tên gọi hợp tuyển các thi phẩm do tác giả Trịnh Hoài Đức sáng tác rải rác từ 1782 đến 1818.

## Nội dung
Hợp tuyển được chia thành 5 phần:
1. Tựa và bạt: Tác giả biên soạn và viết tựa khiên sách, bài tự của Nguyễn Địch Cát, hai bài bạt của Ngô Thì Vị và Cao Huy Diệu.
2. Thoái thực truy biên tập (退食追編集): Gồm 127 thi phẩm được sáng tác từ 1782 đến 1801.
3. Quan quang tập (觀光集) hoặc Bắc sứ thi tập (北使詩集): gồm 152 thi phẩm sáng tác từ 1802 đến 1803 khi tác giả đi sứ Trung Hoa năm Nhâm Tuất (1802).
4. Khả dĩ tập (可以集): Gồm 48 thi phẩm và bút ký tặng đáp, điếu viếng, vịnh vật, bảo ban môn khách và học trò; sáng tác từ 1804 đến 1818.
5. Tự truyện (自傳): Ghi chép về gia đình, hoạn lộ, chuyến đi sứ và lý do ấn hành thi tập, đề năm Gia Long thứ 18 (1819).

## Một số tác phẩm
送吳汝山之廣東 Tống Ngô Nhữ Sơn chi Quảng Đông
惜別相酬酒慢斟，Trích biệt tương thù tửu mạn châm,
霸橋詩句不成吟。Bá kiều thi cú bất thành ngâm.
家貧母病吾多累，Gia bần, mẫu bệnh, ngô đa lụy,
國亂鄉離汝遠臨。Quốc loạn, hương ly, nhữ viễn lâm.
龍席差池飛燕羽，Long Tịch si trì phi yến vũ,
虎門寤寐暮雲心。Hổ Môn ngộ mị mộ vân tâm.
太平慶會知何日，Thái bình khánh hội tri hà nhật,
淚滴悲絲動古今。Lệ thích bi ty động cổ câm.
| Tiễn Ngô Nhữ Sơn đi Quảng Đông (Huỳnh Minh Đức dịch) Thù tạc vơi đầy chén tiễn đưa, Bá Kiều ngâm chẳng trọn vần thơ. Nhà nghèo, mẹ bệnh, tôi nhiều lụy, Nước loạn, quê lìa, bạn lánh xa. Long Tịch xập xòe chim én liệng, Hổ Môn thức ngủ ánh mây mơ. Bao giờ mở hội thanh bình nhỉ ? Lệ nhỏ, ngàn xưa não tiếng tơ. |